# Kloster S. Maria Latina

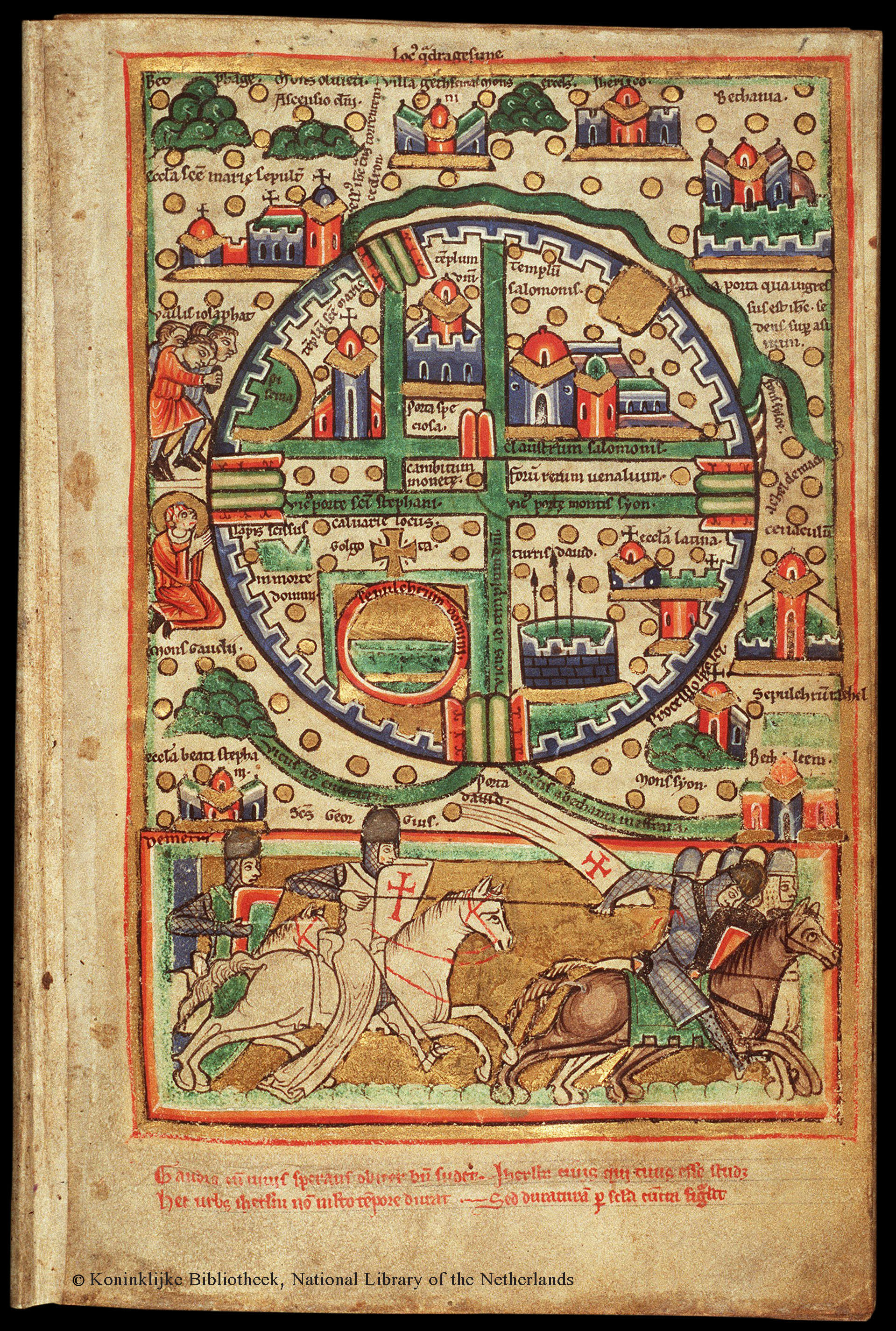
Plan Jerusalems vor 1187. Stilisierte Kirche eccla latina im rechten unteren Viertel von Jerusalem, darunter der Turm Davids (turris david).

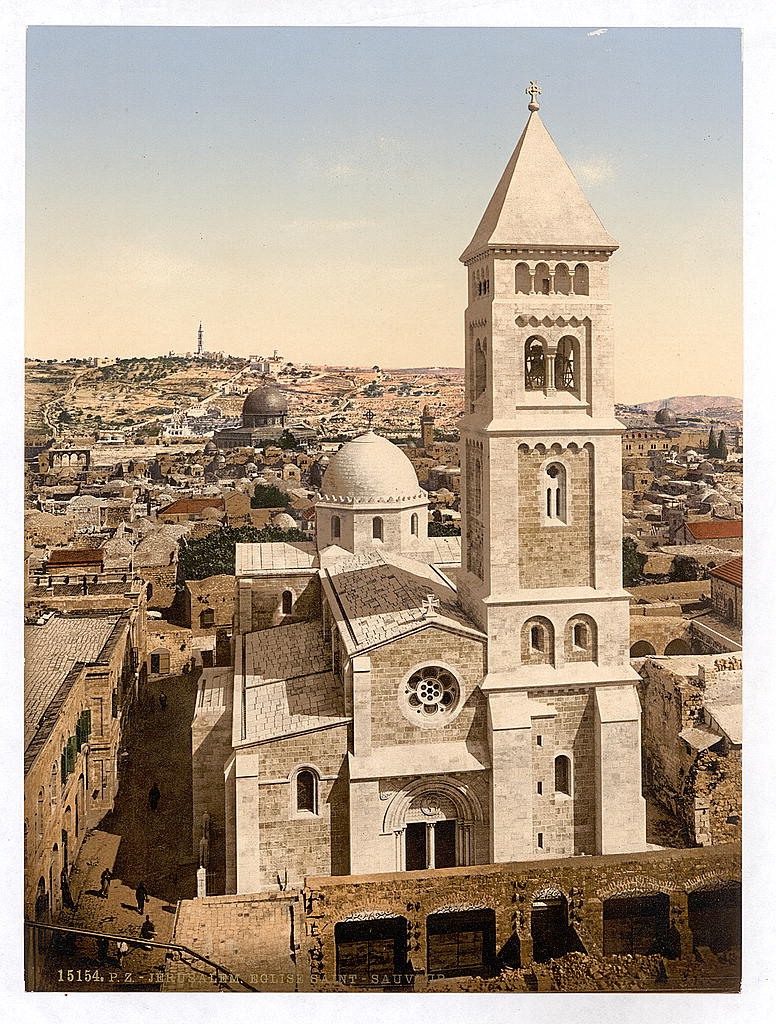
Neoromanische Erlöserkirche in Jerusalem an der Stelle der Kirche des Klosters S. Maria Latina

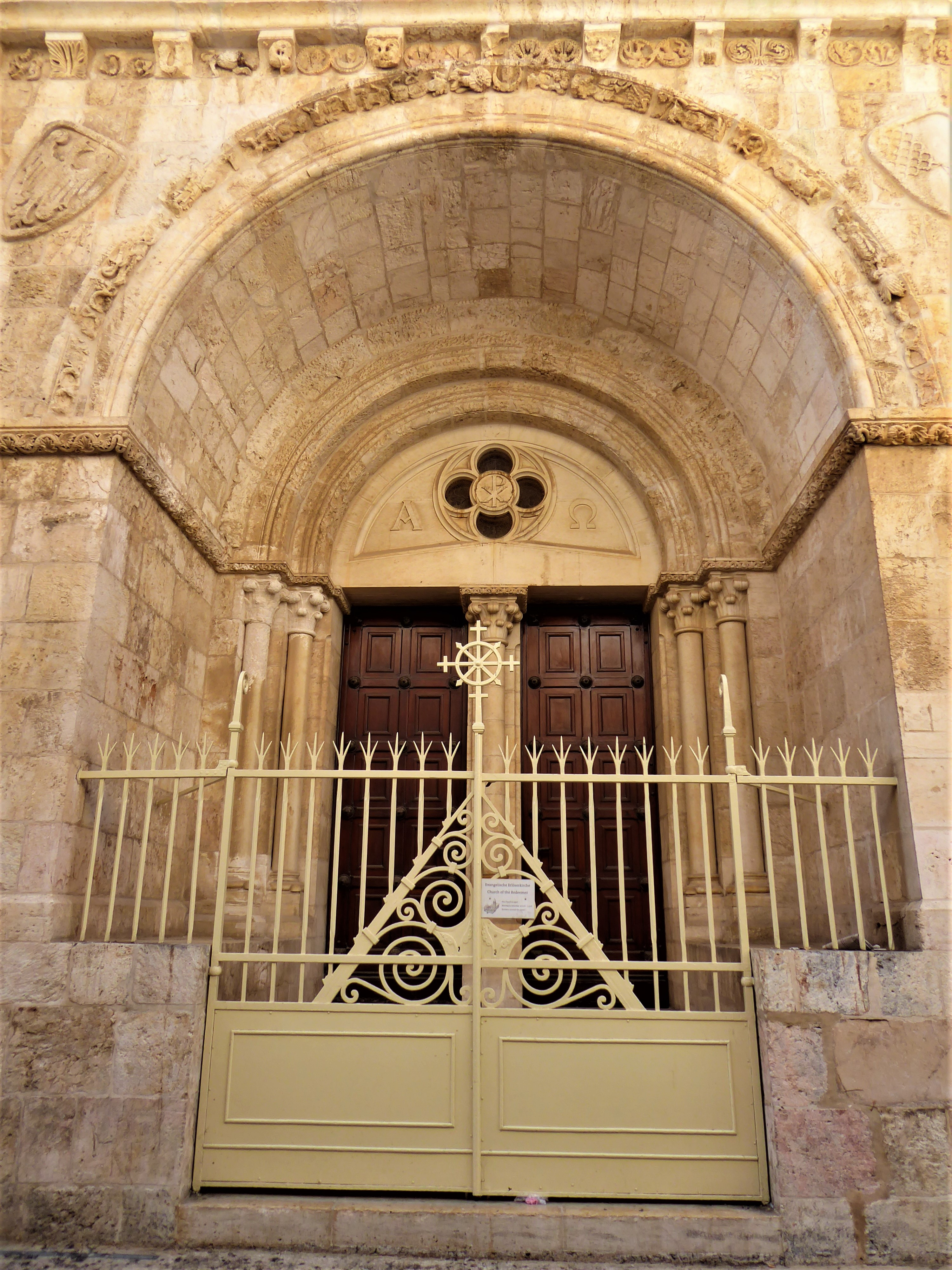
Das romanische Nordportal

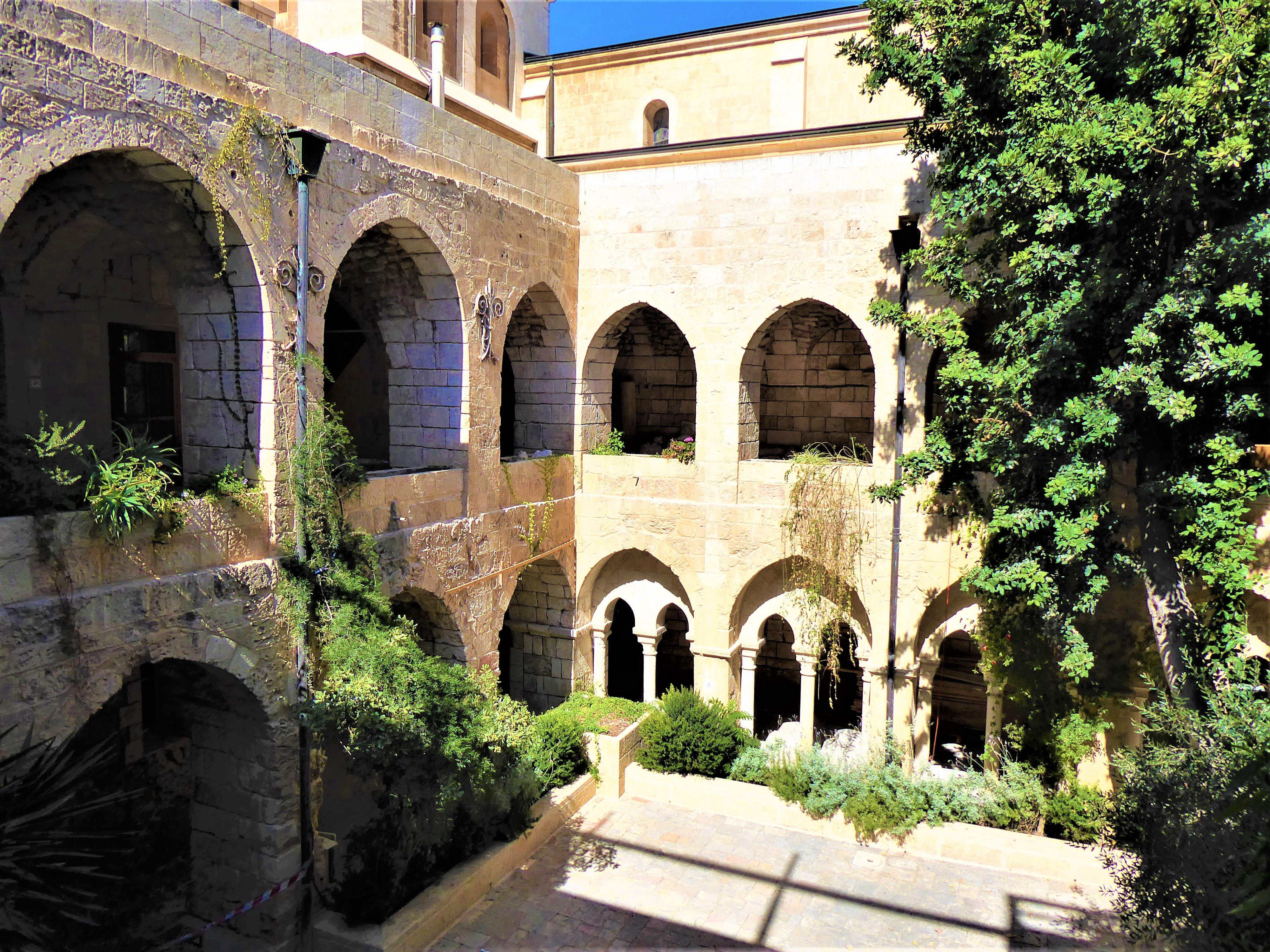
Blick in den Kreuzgang

Das Kloster S. Maria Latina war eine Benediktinerabtei, die schon vor der Entstehung des Königreichs Jerusalem 1099 in Jerusalem existierte. Zur Kirche bzw. zum Kloster gehörte auch ein Hospital, das sich Anfang des 12. Jahrhunderts verselbständigte und die Keimzelle des Johanniterordens wurde. Nach der Eroberung Jerusalems 1187 durch Saladin flohen die Mönche zuerst nach Akkon und nach dem Fall von Akkon (1291) nach S. Maria Latina in Agira auf Sizilien. Die Klosterkirche in Jerusalem wurde zunächst in eine Moschee umgewandelt, die Klostergebäude wurden eine Gesetzesschule. Im Verlauf des 14. Jahrhunderts verfielen die Gebäude und standen bis ins 19. Jahrhundert als Ruine da. Von 1893 bis 1898 wurde die Ruine der Klosterkirche in Jerusalem unter Benutzung einiger mittelalterlicher Reste in den ursprünglichen Maßen im neuromanischen Stil als evangelische Erlöserkirche wieder aufgebaut.

## Lage
Das Kloster S. Maria Latina lag innerhalb der Mauern der Altstadt von Jerusalem an der Stelle der heutigen Erlöserkirche. Der Name Latina (im Gegensatz zu griechisch-byzantinisch) rührt daher, dass die Kirche im 11. Jahrhundert im damals lateinischen Viertel von Jerusalem lag und zum lateinischen Benediktinerorden gehörte. Verbunden mit der Kirche war ein Hospital, das sich zu Zeiten der Kreuzfahrer verselbständigte.

## Geschichte
Von den im Königreich Jerusalem (1099 bis 1291) urkundlich bezeugten lateinischen Klöstern reicht nur S. Maria Latina in die Vor-Kreuzzugszeit zurück, die anderen wurden erst nach der Eroberung Jerusalems (1099) entweder neu gegründet und/oder bestehende Kirchen oder Heiligtümer lateinischen Mönchen übergeben.
1112 nahm Papst Paschalis II. das Kloster S. Maria Latina in Jerusalem in seinen Schutz und bestätigte seine Rechte bzw. die Rechte der Äbte in den Kirchen von Jerusalem und Bethlehem. Er erlaubte die Weihe der neugewählten Äbte durch den Patriarchen von Jerusalem. In diesem Privileg erwähnte der Papst, dass zu Zeiten der Sarazenen und Türken, also vor der Eroberung Jerusalems durch die Kreuzfahrer, S. Maria Latina  ein hospicium für Lateiner, Italiener und Lombarden gewesen sei. In dieser Zeit (11. Jahrhundert) war also das Kloster mit einem Hospital kombiniert. Schon 1112 waren Kloster und Hospital voneinander getrennt. Aus dem Hospital entwickelte sich der Johanniterorden.
Von Papst Hadrian IV. (1154–1159) stammt ein weiteres Privileg, das er am 21. April 1158 ausstellte und das nun auch die einzelnen Besitzungen aufführte. Am 8. März 1173 stellte Papst Alexander III. ein erneutes Privileg auf, in dem die Besitzungen des Klosters erneut beschrieben werden.
Nach der Eroberung Jerusalems 1187 durch Saladin mussten die Mönche das Kloster verlassen und siedelten nach Akkon über. Die Klosterkirche wurde nach der Eroberung Jerusalems 1187 in eine Moschee, die Klostergebäude in eine Gesetzesschule umgewandelt. Im 14. Jahrhundert verfielen die Gebäude allmählich. Sie blieben jedoch bis ins 19. Jahrhundert als Ruinen bestehen. Das skulptierte Nordportal und die Apsiden der Kirche sowie der zweigeschossige Kreuzgang blieben erhalten. Von 1893 bis 1898 wurde sie in den ursprünglichen Maßen, jedoch auf neuem Fundament im neuromanischen Stil als Erlöserkirche wieder aufgebaut.

## Besitzungen
Schon sehr früh erhielt das Kloster zahlreiche Schenkungen im Heiligen Land und besonders in Sizilien. Auch in Deutschland erhielt das Kloster einige kleinere Besitzungen. Das Kloster S. Maria Latina gehörte zu den reichsten Klöstern im damaligen Königreich Jerusalem, wie die eindrucksvolle Liste seiner Besitzungen zeigt, die die Päpste Hadrian IV. und Alexander III. bestätigten.

### Im Heiligen Land
- Läden in der Nachbarschaft vom Kloster und der Kirche S. Maria Latina (stationes)
- ein Ofen (furnum)
- ein Palast am Stephanstor (palacium iuxta portam sancti Stephani)
- einige Häuser südlich hinter dem Palast (a plaga australi, quasdam domos post illud palacium)
- einige Häuser in der Nähe des Palastes an der Stadtmauer bis zum zweiten Turm der Mauern (domos supra murum urbis iuxta idem palacium usque ad secundam turrem murorum)
- die Kirche St. Stephanus am Weg von Jerusalem nach Nablus nördlich des Palastes gelegen (ex altera parte ecclesiam sancti Stephani iuxta viam, quae ab Hierusalem duxit Neapolim)
- ein Hospital an diesem Weg (hospitale iuxta eandem via)
- ein Garten zwischen der gleichen (genannten) Kirche und Jerusalem (hortum inter eandem ecclesiam et Hyerusalem)
- weitere Gärten und Weinberge, die das Kloster im Gebiet von Jerusalem hatte, zusammen mit den Zehnten  (alios hortos et vineas, quas habetis in territorio Hyerusalem cum decimis earum)
- das Casale Belfair mit seinen Weinbergen, Ländereien und Zehnten (casale Belfair cum vineis suis, terris et decimis earum)
- das halbe Casale Sancti Euthymii in der Nähe von Bethlehem mit seinen Ländereien und dem Zehnten (dimidium casale sancti Euthimii iuxta Bethlehem cum terris suis et cum decimis earum)
- ein (namentlich nicht genanntes) Casale im Gebiet Blanchegarde, das der Graf Amalrich von Askalon dem Kloster geschenkt hatte (casale unum in territorio Blogegarde, quod privilegio comitis Amarrici vobis est confirmatum)
- sechs carrucatae Land, Häuser und Gärten in Lydda (in Lyda sex carrucatas terrae, domos, hortos) (carrucata wird teils mit dem mittelalterliche Wort Hufe übersetzt)
- die Kirche der S. Maria Latina in Jaffa mit Häusern, einem Garten und drei carrucatae Land mit dem Zehnten (ecclesiam Latinam in Ioppen cum domibus et uno horto et cum tribus carrucatis terrae et cum decimis earum)
- das Casale Turris Rubea bei Caesarea (turrem Latinae in territorio Caesareae cum pertinentiis)
- das Casale Eustachii, in späteren Bestätigungen Montdidier (Madd ed Deir) genannt (in eodem territorio casale, quod fuit Eustachii, cum pertinentiis suis)
- Land in Cocto (terram in Cocto)
- Ländereien und Besitzungen, deren Schenkung die Herren von Caesarea bestätigten (terras quoque et possessiones, quas privilegiis dominorum Caesarea confirmatas legitime possidetis)
- 100 Byzantiner jährlich in Nablus (vermutlich aus einer königlichen Schenkung (centum bizantinos Neapoli singolis annis))
- eine Kirche in Bairut mit Gärten, Land und Zehnten (unam ecclesiam in Berito cum hortis suis, terra et decimis earum)
- eine Kirche in Byblos und ein Garten (unam ecclesiam in Gibileto et hortum)
- eine Kirche von S. Maria Latina in Monte Peregrino mit einem Garten, Ländereien, Weingärten und den Zehnten (ecclesiam latinam in Monte peregrino cum horto uno, terris, vineis et decimis earum)
- ein Feld in Tripoli und eine Ölpresse (campum unum Tripoli et materam)
- eine Pfarrkirche von S. Maria Latina in Lattakia (ecclesiam latinam parochialem in Laudicea)
- die Kirche St. Nikolaus mit zugehörigen Besitzungen, den halben Teil des Theaters und Gärten, die in diesem liegen (ecclesian sancti Nicolai cum possessionibus earum, dimidiam partem theatrii et horti, qui in eo est)
- zwei Casale im Gebiet von Antiochia, Leotreh und Soccam, mit den Mühlen in deren Nähe, dem Zubehör, Ländereien und den Zehnten (duo casalia in territorio Antiochiae Leotreh et Soccam, cum molendinis quibusdam iuxta territoria illorum casalia et pertinentiis et terras earum cum decimis suis)
- Latinam (?) in Antiochia mit einem Garten und den Zehnten daraus (Latinam in Antiochia cum horto uno et decimis illius horti)
- die Kirche St. Johannes (in Antiochia) mit einem Garten und Ländereien mit dem Zehnten (in suo unam ecclesiam sancti Iohannis, hortum unum et terram cum decimis eorum)
- das Casale Faxias mit seinen Besitzungen und Zehnten (casale unum Faxias cum possessionibus suis et decimis)
- das Casale Valcorenum mit seinen Besitzungen (unum casal Valcorenum cum possessionibus suis)
- 10 Pfund Fische aus Fischteichen (decem libras piscium in piscaria agresti)
- 40 Schillinge monatlich aus dem Hafen von Emme
- zwei Casale im Gebiet von Sidon mit Zubehör (in Sidonia duo casalia cum pertinentiis suis)
- vier carrucatae Land und Häuser in castello Arabiae/Macherunt (in castello Arabiae quatuor carrucatas terrae et domos)
- sechs carrucatae Land und Häuser in Geram (in Geram sex carrucatas terrae et domibus)

### Italien
- (die folgenden Besitzungen in Sizilien) die Kirche S. Philippi in Agira (ecclesiam sancti Philippi de Argirion cum parochiali iure totius castelli et decimis territorii castelli decimas Scarpelli)
- S. Maria Latina in Messina (apud Messinam ecclesiam sancte Maria de Latina) (1194)
- die Kirche St. Petrus in Vacaria (bei Palermo) mit der Stadt und den Pfarrrechten und Zehnten (ecclesiam sancti Petri de Vacaria cum villa et parochiali iure et decimis)
- die Kirche St. Philippi in Capicio mit dem Zehnten und zugehörigen Besitzungen (ecclesiam sancti Philippi de Capicio cum decimis possessionum suarum)
- die Kirche und Stadt/Dorf St. Petrus in Rasacambra (bei Syrakus) mit dem Zehnten und den Zugehörungen (ecclesiam et villam sancti Petri de Rasacambra cum decimis possessionum suarum)
- die Kirche St. Nikolaus in Sacco mit dem Zehnten und den Zugehörungen (ecclesiam sancti Nicolai de Sacco cum decimis possessionum suarum)
- das Casale St. Caloiari (casale sancti Caloiari cum pertinentiis suis)
- (folgende Besitzungen in Kalabrien) die Kirche St. Petrus in Iazena (ecclesiam sancti Petri de Iazena)
- die Kirche St. Elias mit der untergeordneten Kirchen und den Zehnten von seinen Besitzungen (ecclesiam sancti Eliae cum obedientiis et decimis possessionum suarum)
- die Kirche St. Laurentius bei Licium mit dem Zehnten von den zugehörigen Besitzungen (ecclesian sancti Laurentii iuxta Licium cum decimis possessionum suarum)
- das Kloster S. Sepulchri in Acquapendente (abbatiam sancti Sepulchri Aquaependentis)

## Deutschland
In Deutschland erhielt das Kloster S. Maria Latina in Jerusalem vor 1186 eine Schenkung vom Grafen Dietrich von Werben, einem Sohn Albrechts des Bären. Die Schenkungsurkunde selber ist nicht erhalten, dafür aber die Bestätigung der Schenkung durch den Grafen Bernhard, Herzog von Sachsen und Bruder des Dietrich, der seine Zustimmung zu dieser Schenkung gab. Diese Bestätigung ist zwar auch nicht im Original erhalten, sondern als Transsumpt in einer Urkunde des Fürsten Heinrich IV. von Anhalt von 1359. Das Datum der Urkunde ist nicht ganz sicher (1185 oder 1186). Nach den Ausführungen des Grafen Bernhard war sein Bruder Dietrich auf Pilgerfahrt im Heiligen Land und wollte dem Kloster S. Maria Latina ursprünglich die in seinem Besitz befindliche Kirche in Burgwerben schenken, die er aber wegen des geringen Ertrages dann doch nicht so geeignet fand. Er schenkte stattdessen die in seinem Besitz befindliche Kirche in Haslendorf (wüst nördlich von Aschersleben) mit allem Zubehör, Wäldern und Weiden sowie die Kirche in Erxleben (wüst gefallen bei Aschersleben) mit einem Weinberg. Anwesend bei der Bestätigung der Schenkung war im Namen des Klosters S. Maria Latina der Mönchspriester Drogo (monacho et sacerdote nomine ecclesie Latine suscipiente), vermutlich ein Mönch aus dem Konvent in Jerusalem, der die Schenkung entgegennahm und möglicherweise den später in Haslendorf nachgewiesenen Konvent Kloster Haselndorf aufbauen sollte. Die Schenkung des Dietrich von Werben erfolgte nicht nur für sein eigenes Seelenheil, sondern auch zum Andenken seiner Eltern.
Am 9. Februar 1334 tauschte schließlich Bischof Albrecht von Halberstadt die Kirchen in Erxleben, Vallersleben und Daldorp (alle drei Orte in unmittelbarer Nähe von Aschersleben, siehe auch Karte bei Oskar Stephan) (Erkesleve, Vallersleve Daldorp, in districtu archydiaconatus banni Ascharie sitas ...) gegen die Kirche und den Hof in Haselndorf des Priorats. Der Bischof von Halberstadt genehmigte weiterhin, dass die Kapelle in Seedorf abgebrochen und die Steine zum Aufbau der neuen Prioratskirche in Erxleben verwendet werden dürften. Seedorf war anscheinend kurz vorher wüst gefallen; es lag nordöstlich von Erxleben. Allerdings sollte in der neuen Kirche ein Altar zu Ehren des Kirchenpatrons der Seedorfer Kirche, des hl. Nikolaus, geweiht werden. Außerdem wurde es dem Prior von Haselndorf erlaubt, neben der Kirche auch neue Konventsgebäude und einen neuen Friedhof anzulegen. Das zum Priorat gehörige Esterendorf (Esterendorp in banno Gatersleve sitam) sollte dem neuen Priorat in Erxleben verbleiben. Insgesamt wurden über diese Transaktion vier Urkunden ausgestellt.

## Liste der Äbte
(nach Berlière)
- 1120, 1130 Richard
- 1136, 1144 Soibrand
- 1156 Amilius
- 1160, 1161 Reginald
- 1169 Guy/Guido
- 1176 Ribald
- 1178, 1195, 1199 Facundus/Facundinus
- 1220 F., Abt (= Facundus?)[12]
- 1225 Paganus de Parisio
- 1235 Robert
- 1239 Guiscard
- 1240, 1246, 1248 Peregrinus
- 1267 Henricus[13]
- 1309 Reinerus[14]